# Nikolaj Pešalov
Nikolaj Pešalov (* 30. května 1970 Vetren) je vzpěrač reprezentující v letech 1989–1998 Bulharsko a v letech 1998–2004 Chorvatsko. Pro Bulharsko vybojoval dvě olympijské medaile, stříbro v Barceloně roku 1992 a bronz v Atlantě roku 1996 (obě v bantamové váze, tedy do 59, respektive 60 kg). Také v chorvatském dresu vybojoval dvě medaile na olympiádách, v Sydney roku 2000 zlato (do 62 kg) a za čtyři roky v Athénách bronz (do 69 kg). Je též trojnásobným mistrem světa, všechny tituly získal ještě v bulharském dresu (1990, 1992, 1994). Má rovněž osm titulů mistra Evropy, šest jako Bulhar (1991, 1992, 1993, 1994, 1995, 1997) a dva jako Chorvat (2000, 2001). Během své kariéry překonal pět světových rekordů. V roce 2000 byl vyhlášen chorvatským sportovcem roku, v tradiční anketě deníku Sportske novosti.